# Arroyo de la Cascada
Der Arroyo de la Cascada ist ein Fluss in Uruguay.
Er verläuft auf dem Gebiet des Departamentos Artigas. Er mündet zwischen dem Arroyo de las Sepulturas und dem Arroyo de Don Fidel in den Río Cuareim. Laut Orestes Araújo tauchte der Fluss im Kartenmaterial möglicherweise auch als Arroyo Tigre auf. Dabei handele es sich aber um keine für den Fluss bekannte namentliche Bezeichnung.